# Lunchwandelen
Lunchwandelen is wandelen terwijl men luncht. Het lunchwandelen wordt door het Nederlands Instituut voor Sport en Bewegen gepropageerd als middel om zonder veel tijd kwijt te zijn, aan de Nederlandse Norm Gezond Bewegen te voldoen. Deze norm bedraagt 30 minuten bewegen op ten minste vijf dagen per week. Met iedere werkdag een flinke lunchwandeling is dus al aan deze norm voldaan. Omdat het weinig middelen en organisatie vereist, is het zeer geschikt voor kleinere bedrijven en organisaties.